# Чемпионат Европы по лёгкой атлетике в помещении 1981 — бег на 3000 метров (мужчины)
Соревнования по бегу на 3000 метров у мужчин на чемпионате Европы по лёгкой атлетике в помещении в Гренобле прошли 21 февраля 1981 года во Дворце спорта.
Действующим зимним чемпионом Европы в беге на 3000 метров являлся Карл Флешен из ФРГ.

## Рекорды
До начала соревнований действующими были следующие рекорды в помещении.
| Высшее мировое достижение        | Эмиль Путтеманс (Бельгия)      | 7.39,2  | Западный Берлин     | 18 февраля 1973 |
| Рекорд Европы                    | Эмиль Путтеманс (Бельгия)      | 7.39,2  | Западный Берлин     | 18 февраля 1973 |
| Рекорд чемпионатов Европы        | Маркус Риффель (Швейцария)     | 7.44,43 | Вена, Австрия       | 25 февраля 1979 |
| Лучший результат сезона в мире   | Любомир Тесачек (Чехословакия) | 7.48,8  | Прага, Чехословакия | 28 января 1981  |
| Лучший результат сезона в Европе | Любомир Тесачек (Чехословакия) | 7.48,8  | Прага, Чехословакия | 28 января 1981  |

## Расписание
| Дата            | Раунд соревнований |
| --------------- | ------------------ |
| 21 февраля 1981 | Финал              |

Время местное (UTC+2)

## Медалисты
| Золото                     | Серебро                  | Бронза               |
| Александр Гонсалес Франция | Евгений Игнатов Болгария | Валерий Абрамов СССР |

## Результаты
Обозначения: | WB — Высшее мировое достижение | ER — Рекорд Европы | CR — Рекорд чемпионатов Европы | NR — Национальный рекорд | WL — Лучший результат сезона в мире | EL — Лучший результат сезона в Европе | PB — Личный рекорд | SB — Лучший результат в сезоне | DNS — Не стартовал | DNF — Не финишировал | DQ — Дисквалифицирован

В беге на 3000 метров был проведён сразу финальный забег. На старт вышли 11 участников. Из-за судейской ошибки спортсмены финишировали на один круг раньше, преодолев дистанцию 2820 метров (этому могла стать причиной нестандартная длина трека в Гренобле, 180 метров, что привело к неразберихе с количеством кругов). Тем не менее, медали были вручены по итогам данного забега.
| Место | Атлет              | Гражданство    | Результат | Примечания |
| ----- | ------------------ | -------------- | --------- | ---------- |
| 1     | Александр Гонсалес | Франция        | 7:22.71   |            |
| 2     | Евгений Игнатов    | Болгария       | —         |            |
| 3     | Валерий Абрамов    | СССР           | —         |            |
| 4     | Франсис Гонсалес   | Франция        | —         |            |
| 5     | Кристоф Херле      | ФРГ            | —         |            |
| 6     | Роберт Немет       | Австрия        | —         |            |
| 7     | Любомир Тесачек    | Чехословакия   | —         |            |
| 8     | Дидье Шовелье      | Франция        | —         |            |
| 9     | Йеф Гес            | Бельгия        | —         |            |
| 10    | Кен Ньютон         | Великобритания | —         |            |
| 11    | Николаос Халацис   | Греция         | —         |            |